# كوبر برانان
كوبر برانان (بالإنجليزية: Cooper Brannan)‏ هو لاعب كرة قاعدة أمريكي، ولد في 7 نوفمبر 1984 في هيوستن في الولايات المتحدة.

## وصلات خارجية
- كوبر برانان على موقعبيزبول رفرنس.كوم (الدوري الثانوي) (الإنجليزية)